# اهادالانا
اهادالانا (به لاتین: Ihadilanana) یک منطقهٔ مسکونی در ماداگاسکار است که در Ambositra District واقع شده‌است.
 اهادالانا  ۹٬۰۰۰ نفر جمعیت دارد و ۱٬۱۹۶ متر بالاتر از سطح دریا واقع شده‌است.